# René Duguay-Trouin
Pour les articles homonymes, voir Duguay-Trouin.
René Trouin, sieur du Gué, dit Duguay-Trouin, né le 10 juin 1673 à Saint-Malo et mort le 27 septembre 1736 à Paris, est un corsaire et amiral français. Né dans une famille d'armateurs  malouins, il commence sa carrière en 1689 et reçoit, dès 1691, le commandement d'un navire. Son courage, le respect qu'il a gagné auprès de ses hommes, ainsi que ses victoires contre les Anglais et les Hollandais au cours des deux dernières guerres de Louis XIV lui ont assuré une ascension très rapide dans la hiérarchie maritime.
Il gravit très vite, grâce à son talent et sa pugnacité, tous les échelons de la hiérarchie militaire : capitaine de navire corsaire à 18 ans, capitaine des vaisseaux du Roi à 24 ans, chevalier de l’ordre de Saint-Louis à 34 ans, anobli à 36 ans, chef d’escadre à 42 ans. Il siège à 50 ans en 1723 au conseil d'administration de la Compagnie perpétuelle des Indes et est nommé lieutenant général des armées navales en 1728. Il finit par commander successivement les ports de Brest en 1731 et de Toulon en 1736. Trois grandes phases se distinguent dans cette carrière militaire. Tout d’abord, de 1689 à 1697, la période corsaire. Puis, de 1697 (année où il reçoit son brevet de capitaine de frégate) à 1713, il navigue comme officier supérieur de la Royale. Enfin, après la signature du traité d’Utrecht (11 avril 1713) qui ramène la paix en Europe, Duguay-Trouin se consacre au commandement à terre.
On estime à un peu plus de quatre-vingts le nombre de combats et d’abordages auxquels participa Duguay-Trouin ou qu’il dirigea de 1689 à 1711, soit en moyenne près de sept affrontements par an. Il est impossible d’en faire un compte rendu détaillé ici, mais on peut s’appuyer sur le récit des Mémoires de Duguay-Trouin pour entrer dans les enjeux de la guerre navale au tournant du XVIIe et du XVIIIe siècle. La carrière de Duguay-Trouin se déroule sur les deux dernières guerres de Louis XIV : la guerre de la Ligue d'Augsbourg (1689-1697) et la guerre de Succession d’Espagne (1702-1713). Deux conflits longs, acharnés, d’envergure mondiale, où le royaume de France se retrouve seul (ou presque) sur terre comme sur mer contre tous ses voisins ligués contre lui. Deux conflits où la France doit soutenir un immense effort naval face aux deux puissances navales de l’époque : les Provinces-Unies des Pays-Bas  et le royaume de Grande-Bretagne.

## Biographie

### Origines et famille
« Je suis né à Saint-Malo le 10 juin 1673. Mon père y commandait des vaisseaux armés tantôt en guerre tantôt pour le commerce suivant les différentes conjonctures. Il s’était acquis la réputation d’un très brave homme et d’un habile marin. » C’est par ces mots que commencent les Mémoires de René Duguay-Trouin. La date du 10 juin correspond en réalité à la date de son baptême, comme en témoigne le texte de son extrait baptistaire, mais elle est retenue comme étant sa date de naissance par la plupart de ses biographes.

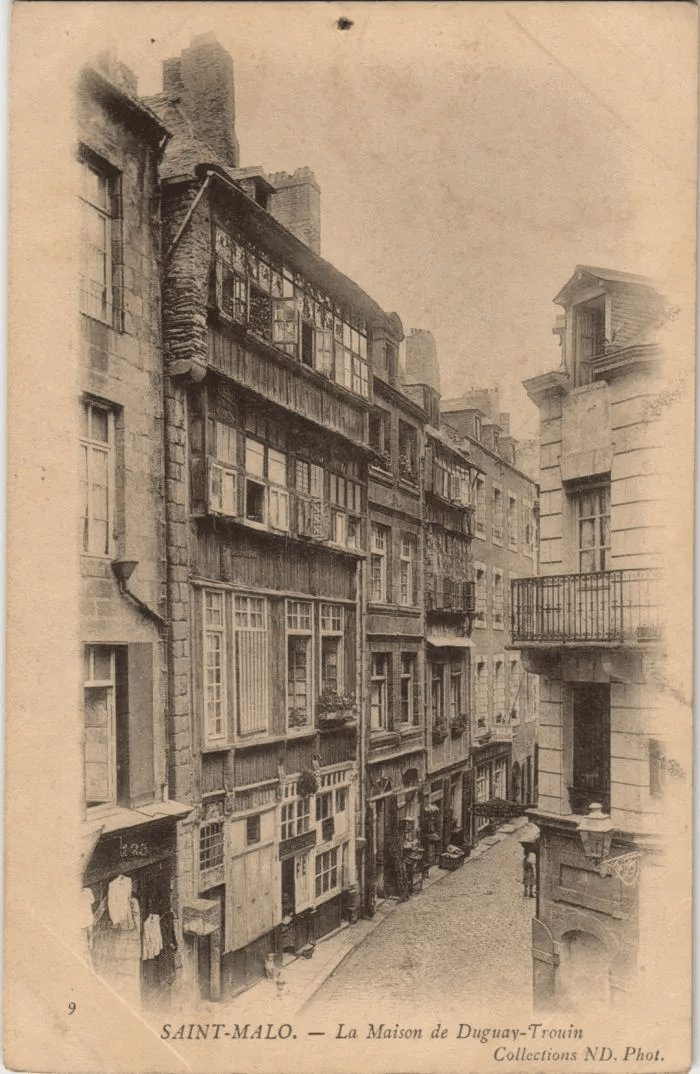
Maison natale de René Duguay-Trouin.

Son père est Luc Trouin, sieur de la Barbinays (1637-1687) et sa mère Marguerite Boscher (1635-1705). Son père descend d'une ancienne famille de négociants armateurs de Saint-Malo, qui possédait en outre, depuis près de deux cents ans, le consulat français à Malaga, en Espagne. Au moment de sa naissance, ce poste était occupé par un frère cadet de son père, René-Étienne Trouin, présent à son baptême, et qui lui donne son prénom, René.
René Trouin est le troisième enfant d’une fratrie de sept :
- Luc Trouin (1666-1737). Fils aîné, il hérite de la seigneurie de la Barbinays à la mort de son père en 1687. Il est anobli en même temps que son frère le 9 juin 1709 et fait chevalier de Saint-Louis, le 22 avril 1737 ;
- Charlotte Trouin, demoiselle du Gué (1668-1742). Elle épouse en 1697, Pierre Alexandre Jazier, seigneur de La Garde (1654-1735), dont Luc Jazier de La Garde, abbé commendataire de l'abbaye de la Sainte-Trinité de Mauléon et chanoine de Saint-Malo, à qui René Duguay-Trouin confie son fils Nicolas-François (né à La Haye, le 14 novembre 1723) ;
- René Trouin, sieur du Gué (1673-1736), dont un fils Nicolas-François, précité ;
- Étienne Trouin (1677-1696), lieutenant de corsaire. Il meurt à 19 ans ;
- Nicolas Trouin (1682-1704), capitaine du corsaire le Valeur. Il meurt à 22 ans ;
- Marguerite Guyonne Trouin, demoiselle Duguay (1684-1765).

D’Urbane Marie de La Gillière, il eut hors mariage un fils prénommé Nicolas-François né et baptisé le 14 novembre 1732 à La Haye (Hollande).
René Duguay-Trouin cousine avec Robert Surcouf (1773-1827) par la famille Porcon de La Barbinais, ils descendent tous deux de Pierre Porcon de La Barbinais et de Thomase Chertier, Duguay-Trouin par leur fille Guillemette et Surcouf par leur fils, Pierre Porcon de La Barbinais (1586-1634). Il est apparenté à Pierre Porcon de La Barbinais (1639-1681?), dit le Regulus malouin.
La maison natale de Dugay-Trouin appartenant à une famille d'armateurs, sa façade a été construite comme celle du château arrière d'un bateau par des charpentiers de marine. Elle fut détruite lors de la libération de Saint-Malo et seule une plaque commémore la naissance de René Duguay-Trouin.

### Orthographe du nom de famille et de la seigneurie du Gué
Au XVIIe siècle, l'orthographe des noms propres n'est pas encore définitivement fixée et l'on trouve plusieurs graphies pour désigner une seule et même personne. Ainsi, le nom de famille Trouin est parfois orthographié Trouyn ou encore Troüin.
Le titre de noblesse porté par René Trouin a pour origine une petite métairie, située au village du Guest, dans la paroisse de Paramé, ancienne commune d'Ille-et-Vilaine aujourd'hui disparue, acquise par son père en 1680, sept ans après sa naissance, dont le nom s'écrivait primitivement du Guest, puis du Gué, du Guay, et enfin Duguay, en un seul mot. On trouve dans un acte notarié du 1er janvier 1810, des renseignements très détaillés sur la façon dont cette petite terre est acquise et successivement agrandie, par les parents de du Guay-Troüin. Cet acte est une transaction entre divers héritiers des familles Boscher et Troüin, au sujet précisément de la propriété de cette métairie. La seigneurie du Gué est acquise, en même temps que d'autres terres, par les grands-parents maternels de René Trouin, Jean Boscher, sieur de la Vigne, et Françoise Gorjeu, sa femme, par contrat du 29 juillet 1661. La métairie est reçue en héritage par Marguerite Boscher à la mort de ses parents.
Quant à l'orthographe de son nom, René Trouin signe d'abord du Gué, puis Dugué en un seul mot. Les lettres de noblesse qui lui furent délivrées ainsi qu'à son frère aîné, en 1709, par Louis XIV, portent en marge : « Lettres de noblesse pour les sieurs de la Barbinais et du Guay, frères ». Mais dans le corps du document, le rédacteur a écrit René Trouyn Duguay. Le règlement original d'armoiries de d'Hozier, porte René Trouyn du Gué. Les nominations aux différents grades, les promotions dans l'ordre de Saint-Louis, portent invariablement du Guay Troüin, bien qu'à partir de 1709 du Guay Troüin ait le plus souvent signé Duguay-Trouin. C'est d'ailleurs sous cette forme que son nom est repris par ses biographes et passé à la postérité.

### Jeunesse
Le jeune homme est d’abord destiné à la prêtrise. Il étudie à Rennes et à Caen, et porte même la tonsure. Il est pourtant renvoyé de son école à Rennes en 1684 pour mauvaise conduite car ses professeurs estiment qu’il passe plus de temps à courir les filles qu’à étudier. C’est quelque peu forcé par son oncle qui veut l’arracher à ses études dissipées qu’il embarque comme matelot volontaire à 16 ans en 1689.

### L'ascension du corsaire: la guerre de la Ligue d'Augsbourg (1689-1697)

#### Le mal de mer et les premières prises

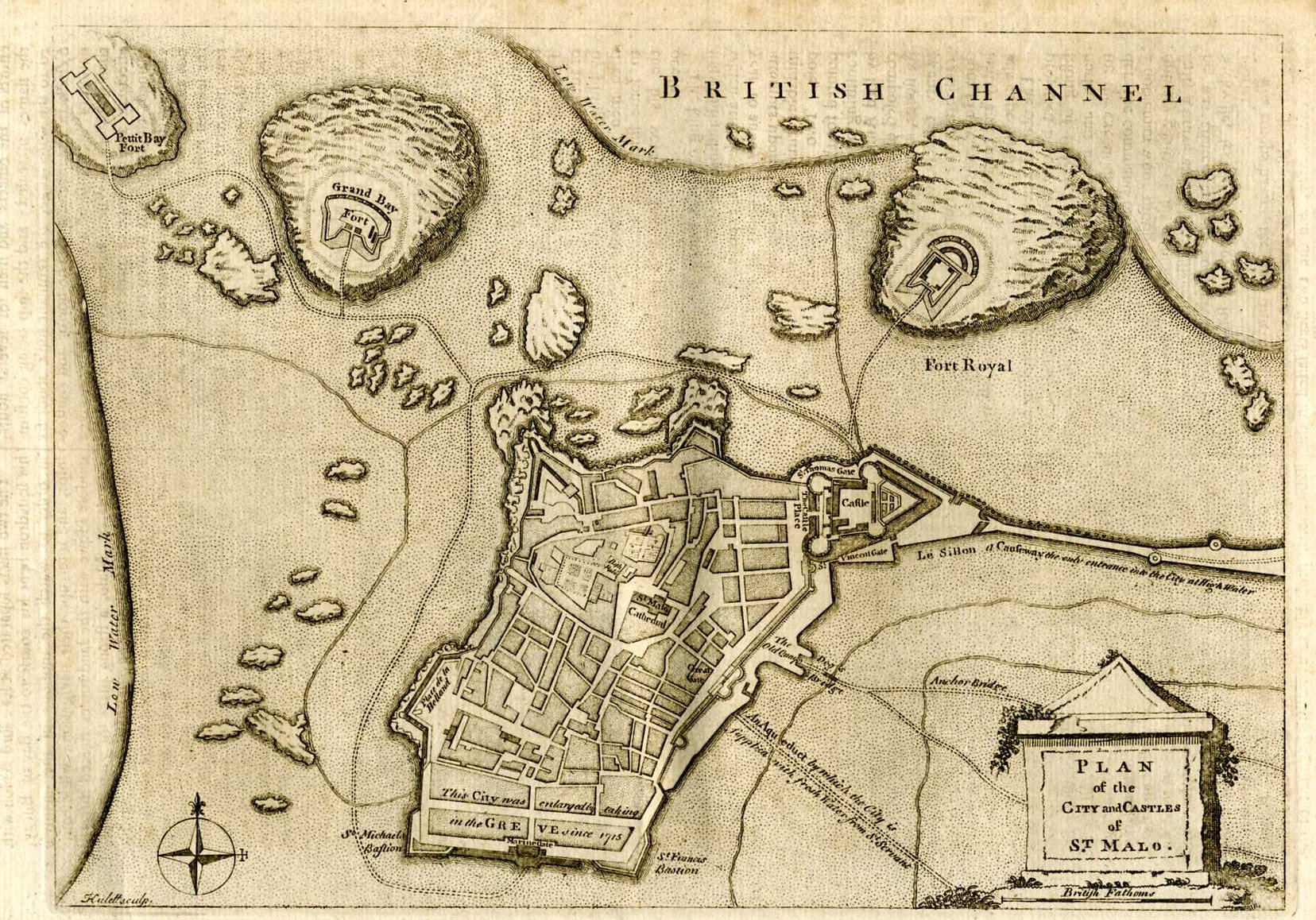
Carte de Saint-Malo d'origine anglaise et probablement du XVIIIe siècle.

Les débuts du corsaire sont difficiles : il souffre du mal de mer et le premier navire sur lequel il embarque, la Trinité, une frégate de 150 tonneaux et armée de 18 canons, commandée par Étienne Piednoir de La Villeneuve, manque de couler dans une tempête avec le navire qu’elle vient de capturer. « Nous nous étions emparés d’un vaisseau anglais chargé de sucre et d’indigo ; et le voulant conduire à Saint-Malo, nous fûmes surpris en chemin d’un coup de vent très violent, qui nous jeta sur la côte de Bretagne, pendant une nuit fort obscure ; notre prise s’échoua par un heureux hasard sur des vases, après avoir passé sur un grand nombre d’écueils, au milieu desquels nous fûmes obligés de mouiller toutes nos ancres, et d’amener nos basses vergues, ainsi que nos mâts de hune » pour ne pas s’échouer aussi. Finalement la tempête se calme, le vent tourne, le navire anglais est désenvasé et ramené à Saint-Malo, mais c’est pour repartir aussitôt en chasse. Duguay-Trouin participe alors à son premier combat naval. Son récit est un bon témoignage de la violence d’un abordage : « Ayant trouvé un (navire) corsaire de Flessingue aussi fort que nous, nous lui livrâmes combat, et l’abordâmes de long en long ; je ne fus pas des derniers à me présenter pour m’élancer à son bord. Notre maître d’équipage à côté duquel j’étais, voulut y sauter le premier ; il tomba par malheur entre les deux vaisseaux qui venant à se joindre dans le même instant, écrasèrent à mes yeux tous ses membres et furent rejaillir une partie de sa cervelle jusque sur mes habits. Cet objet m’arrêta d’autant plus que je réfléchissais que, n’ayant pas comme lui le pied marin, il était moralement impossible que j’évitasse un genre de mort si affreux. Sur ces entrefaites, le feu prit à la poupe du corsaire qui fut enlevé l’épée à la main, après avoir soutenu trois abordages successifs, et l’on trouva que pour un novice (rappelons qu’il a 16 ans) j’avais témoigné assez de fermeté. Cette campagne qui m’avait fait envisager toutes les horreurs du naufrage, celles d’un abordage sanglant ne me rebuta pas. »
Ses progrès sont très rapides. En 1690, il se signale au combat sur le Grénédan, de sorte qu'à 18 ans, en 1691, on lui confie le commandement d'un navire corsaire de 14 canons, le Danycan avec lequel il fait une descente en Irlande (poussé il est vrai par une tempête) près de Limerick. Il s'empare d'un château du comté de Clare, et incendie deux navires pris dans la vase. En 1692, il commande le Coëtguen et capture de nombreux navires anglais. En 1693, il commande dans l’Atlantique le Profond de 32 canons, mais la croisière est décevante : il ne fait qu’une capture après une croisière de trois mois et son équipage est décimé par une épidémie.

#### Les risques de la guerre de course: la capture et l'évasion de 1694

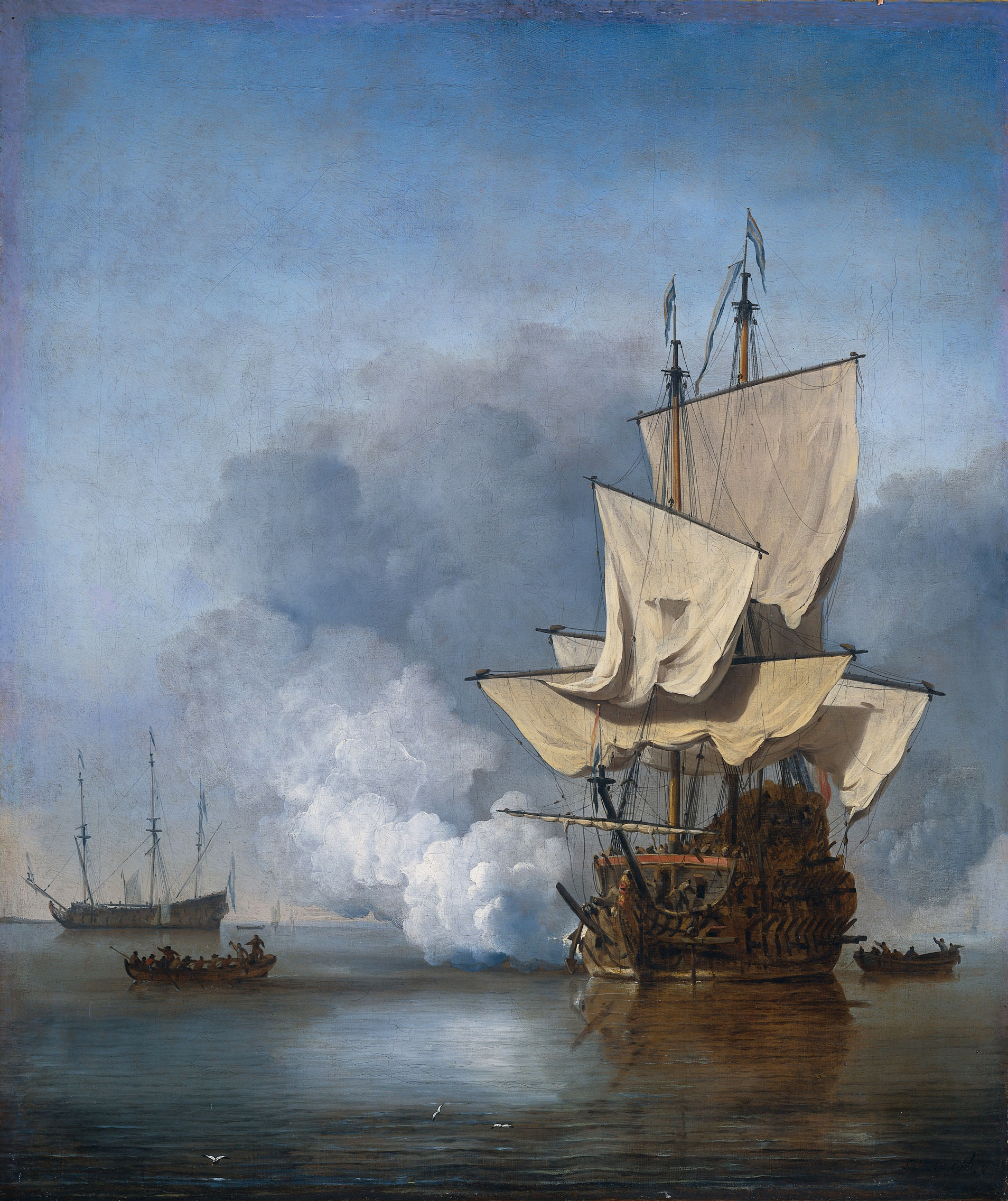
Le coup de canon, tableau de Van de Velde le Jeune, 1707. Ce type de navire d'une soixantaine de canons correspond à ce que commande Duguay-Trouin à la fin de la guerre de la Ligue d'Augsbourg.

La guerre de course est cependant une activité aussi dangereuse que lucrative. On peut tomber sur un corsaire adverse plus habile ou sur une escadre ennemie supérieure en nombre, sans parler d’un coup du sort (comme un retournement du vent ou un brouillard dans lequel on s'égare) et qui peut transformer le chasseur en proie... C’est ce qui se produit en 1694 quand le corsaire est capturé. L’année avait pourtant bien commencé. Duguay-Trouin à la demande de l’ambassadeur de France au Portugal, Monsieur de Vidame s'était vu charger de faire passer en France deux opposants au roi du Portugal, João de Sousa, comte de Prado, et Pedro Manuel de Ataíde, marquis d’Atalaia. En chemin, Duguay-Trouin capture un navire de Flessingue chargé de cacao et rentre à Saint-Malo avec sa prise et dépose les deux hommes. Il remet aussitôt la voile en direction de l’Angleterre sur la Diligente. Il croise un convoi marchand de trente navires escorté par un seul vaisseau de guerre mais qu’il laisse de côté lorsqu’il apprend qu’il « n’était chargé que de charbon de terre, (et) je ne crus pas devoir hasarder un combat douteux pour un si vil objet ». Il s’éloigne donc, non sans avoir provoqué le vaisseau anglais qui fait mine de le poursuivre (comme il navigue par ruse sous pavillon anglais il met celui-ci en berne en signe de mépris) et doit le laisser filer après avoir tiré quelques coups de canon. « Mais la suite fera voir dans quel embarras une aussi mauvaise gasconnade pensa me jeter ».
« Quinze jours après je tombais, par un temps embrumé, dans une escadre de six vaisseaux de guerre anglais de 50 à 70 canons ; et me trouvant par malheur entre l’Angleterre et eux, je fus forcé d’en venir au combat. Un de ces vaisseaux, nommé l’Aventure, me rejoignit le premier, et nous combattîmes, toutes nos voiles dehors, pendant près de quatre heures, avant qu’aucun autre des vaisseaux de cette escadre put me rejoindre. Je commençais même à espérer qu’étant près de doubler (passer) les Sorlingues qui me gênaient dans ma course, la bonté (force) de mon vaisseau pourrait me tirer d’affaire. Cet espoir dura peu. Le vaisseau ennemi me coupa mes deux mâts de hune dans une de ses dernières bordées. Ce cruel incident m’arrêta, et fit qu’il me rejoignit à l’instant, à portée de pistolet. » Le corsaire tente alors un abordage contre le vaisseau anglais mais la manœuvre est éventée à la suite d'une erreur de commandement de l’un de ses lieutenants. Le navire anglais se dégage alors que s’approche le reste de l’escadre : « Ce coup manqué, le vaisseau le Monk, de 70 canons, vint me combattre à portée de pistolet, tandis que trois autres vaisseaux, le Cantorberry, le Dragon et le Ruby me canonnaient de leur avant. » Navire démâté, encerclé, la panique gagne alors l’équipage de Duguay-Trouin. Certains se précipitent dans la cale alors que les officiers viennent le supplier de se rendre, requête à laquelle Duguay-Trouin doit finalement accéder, d’autant qu’il est blessé par un boulet de canon.
Il est recueilli par le capitaine du Monk qui prend soin de lui : « sa générosité fut telle qu’il voulut absolument me céder sa chambre et son lit, donnant ordre de me faire panser et traiter avec autant de soin que si j’avais été son propre fils. » Duguay-Trouin se retrouve prisonnier à Plymouth où il reçoit « toutes sortes de politesses des capitaines et de tous les autres officiers ». Ainsi va le monde de la mer à la fin du XVIIe siècle : l’esprit chevaleresque n’a pas totalement disparu et on se pique encore de traiter avec beaucoup d’honneur l’adversaire capturé qui a noblement combattu. État d’esprit qu’on ne trouvera plus au XVIIIe siècle : les marins français capturés soixante ans plus tard lors de la Guerre de Sept Ans mourront par milliers sur les sinistres pontons[réf. nécessaire] insalubres où leurs geôliers de la Royal Navy les enferment.
En attendant, Duguay-Trouin fait de nombreuses connaissances dans la ville, dont une « fort jolie marchande » qui vient régulièrement lui rendre visite dans sa chambre grillagée où il est enfermé. Charmante personne dont est aussi amoureux un réfugié français protestant engagé dans l’armée anglaise et qui s’en ouvre à Duguay-Trouin. Le Malouin ne rate pas l’occasion : il convainc séparément les deux protagonistes de le faire sortir de prison pour organiser un rendez-vous galant dans une auberge voisine... dont il s’enfuit aussitôt. L’évasion, qui tient du rocambolesque, a été bien préparée puisque le Malouin, qui a acheté une chaloupe avec armes et provisions à un capitaine suédois, touche la terre bretonne avec quatre de ses compagnons quelques jours plus tard.
En 1695, il prend le commandement du François, navire de 300 tonneaux, 30 canons et 215 hommes, appartenant à Nicolas Magon de La Chipaudière. Il s'empare de douze navires marchands et deux navires de guerre anglais ce qui lui vaut une épée d'honneur. Il se joint ensuite à l'escadre du marquis de Nesmond, lieutenant général des armées navales, et capture trois indiamen, bateaux de la compagnie des Indes.

#### La capture de l'amiral Wassenaër et l'entrée dans la Marine royale

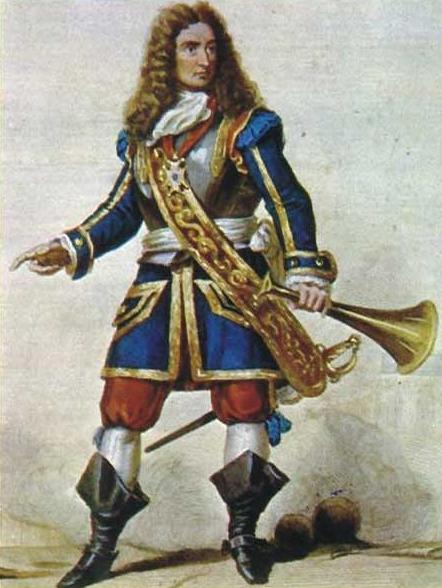
Duguay-Trouin vu par l'illustrateur Obra de Chasselai dans la seconde moitié du XVIIIe siècle. (Musée de Rio)

En 1696, commandant un groupe de deux vaisseaux et trois frégates, il attaque un convoi hollandais, fait prisonnier l'amiral Wassenaër et prend trois vaisseaux et douze navires marchands. Ce fut une bataille acharnée sur laquelle on doit s’arrêter un peu si on veut se faire encore une idée de la violence des combats navals lorsqu’ils sont menés par des capitaines déterminés à en découdre. Duguay-Trouin, qui était désormais un corsaire reconnu et expérimenté, commandait 3 vaisseaux : le Saint-Jacques des Victoires (48 canons), le Sans-Pareil (42 canons) et la frégate Léonore (16 canons). Il partit à la recherche de la flotte portugaise de Bilbao et finit par la rencontrer, escortée par trois vaisseaux de guerre hollandais sous les ordres du baron de Wassenaër, vice amiral de Hollande (le Delft et le Honslaerdick, tous deux de 54 canons et un troisième de 38 canons).
L’escorte hollandaise étant supérieure en nombre et mieux armée que lui, Duguay-Trouin semble hésiter à engager le combat lorsqu’il croise deux frégates de Saint-Malo, l’Aigle-Noir et la Faluere qui se joignent à lui pour l’attaque. Mais celle-ci manque de mal tourner : l’engagement est confus et le Sans-Pareil, très sévèrement accroché par le vaisseau amiral hollandais le Delft, doit s’éloigner après qu’une explosion a détruit sa poupe et tué plus de quatre-vingts marins. Duguay-Trouin qui commande le Saint-Jacques des Victoires et vient de neutraliser par un abordage rapide le Honslaerdick doit alors relancer l’attaque. « Le nouvel abordage fut très sanglant par la vivacité de notre feu mutuel de canon, de mousqueterie, et de grenades, et par le courage de monsieur le baron de Wassenaër. Les plus braves de mes officiers et de mes soldats furent repoussés jusqu’à trois fois. Il en périt un si grand nombre, malgré mon dépit et tous mes efforts, que je fus contraint de faire pousser mon vaisseau au large afin de redonner un peu d’haleine à mes gens que je voyais presque rebutés, et de pouvoir travailler à réparer mon désordre qui n’était pas médiocre. » La frégate la Faluere qui s’approche du vaisseau hollandais « pour entretenir le combat » est immédiatement repoussée avec la mort de son commandant dans les premiers échanges de tirs. Duguay-Trouin finit par venir à bout de l’amiral hollandais lors d’un ultime abordage : « Cette dernière séance fut si vive et si sanglante que tous les officiers de mon vaisseau furent tués ou blessés. Il (l'amiral hollandais) reçut lui-même quatre blessures très dangereuses et tomba sur son gaillard de derrière où il fut pris les armes à la main. (...) plus de la moitié de mon équipage périt de cette action. (...) ce combat fut suivi d’une tempête et d’une nuit affreuse qui nous sépara les uns des autres. Mon vaisseau, percé de coups de canon à l’eau, et entrouvert par les abordages réitérés, coulait bas. Il me restait qu’un seul officier et cent cinquante cinq hommes des moindres de mon équipage qui fussent en état de servir ; et j’avais plus de cinq cents prisonniers hollandais à garder. Je les employais à pomper et à puiser l’eau à l’avant et à l’arrière de mon vaisseau. Et, nous étions forcés, cet officier et moi, d’être continuellement sur pied, l’épée et le pistolet à la main pour les contenir. Cependant, toutes nos pompes et nos puits ne suffisant pas pour nous empêcher de couler bas, je fis jeter à la mer tous les canons du second pont et des gaillards, mâts et vergues de rechange, boulets et pinces de fer et jusqu’aux cages à poule. »
Finalement, le vaisseau couvert de sang (il y a aussi plus de cent blessés à bord) et presque désemparé arrive à la pointe du jour en vue de la Bretagne et finit par rentrer à Port-Louis où le rejoignent peu à peu les autres navires. « Un de mes premiers soins, en arrivant, fut de m’informer de l’état où se trouvait Monsieur le baron de Wassenaër que je savais très grièvement blessé ; et j’allais sur le champ lui offrir avec empressement ma bourse et tous les secours en mon pouvoir. » Encore et toujours l’esprit chevaleresque avant de vendre le butin… Cet exploit lui vaut d'être admis dans la Marine royale comme Capitaine de frégate en avril 1697 alors que se termine la guerre de la Ligue d'Augsbourg.

### Le corsaire devenu capitaine de la marine royale: la guerre de Succession d'Espagne (1702-1713)

#### L'insaisissable corsaire

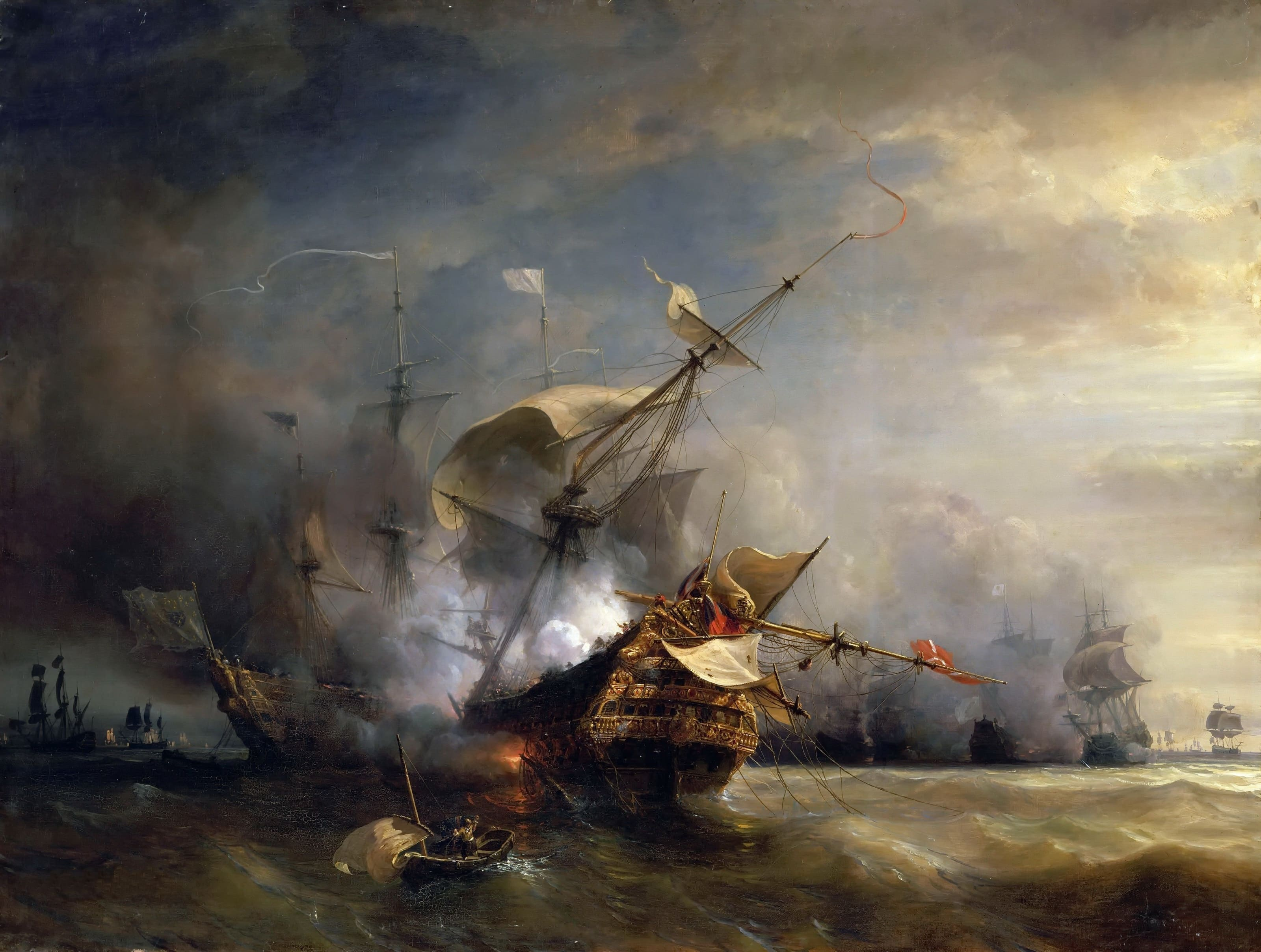
Bataille du cap Lizard (1707), vue par un peintre du XIXe siècle, Théodore Gudin. Duguay-Trouin et Forbin surprennent un grand convoi anglais à destination du Portugal. Ils anéantissent l'escorte et dispersent le convoi. Pour les Anglais c'est « le désastre du convoi du Portugal ».

Ce conflit va donner à Duguay-Trouin l'occasion de multiplier les actions les plus brillantes. Il multiplie les prises, les actions audacieuses et semble insaisissable. Maintenant intégré à la Royale, Duguay-Trouin cesse d'être un corsaire solitaire pour commander des vaisseaux plus puissants et aussi plus nombreux, évolution déjà visible à la fin du conflit précédent (voir plus haut pour 1696) et qui devient définitive à partir de 1706-1707. Il est vrai qu'il s'en prend maintenant à de grands convois bien escortés par la Royal Navy ou les vaisseaux hollandais.
En 1703, il opère jusqu'à auprès de l’archipel du Spitzberg où il capture 28 baleiniers hollandais. Il frappe inopinément les pêcheurs, navires de commerce, frégates et vaisseaux, bâtiments isolés ou convois escortés en guerre. En 1704, il prend au large de l’Angleterre un vaisseau de guerre de 58 canons ainsi que 12 navires marchands. En 1705, commandant le Jason il enlève les vaisseaux anglais Elizabeth, Revenge et Coventry puis, en vue de Lisbonne un vaisseau portugais et, en revenant à Brest, une frégate et 12 marchands après avoir dispersé un convoi portugais de 200 navires. En novembre 1705, il est fait capitaine de vaisseau, et participe en 1706 avec une petite escadre à la défense de Cadix.
On se rapproche maintenant de la guerre d’escadre même si l’objectif est toujours de s’emparer des convois marchands : c'est ce qu'on peut constater pour les opérations de 1707. Cette année-là, Duguay-Trouin et le chevalier de Forbin partent ensemble de Brest à la tête d’une escadre de six vaisseaux chacun, mais dont le commandement supérieur revenait à Forbin. Le 21 octobre 1707, les deux hommes tombèrent à bras raccourcis à l’entrée de la Manche sur un grand convoi à destination du Portugal et chargé de renfort pour l’archiduc Charles : 200 voiles escortées par 5 vaisseaux anglais. La bataille se solda par la prise de 14 navires marchands et la quasi-destruction de l’escorte anglaise : 3 vaisseaux capturés et l’incendie d’un quatrième. C’était une belle victoire, qui conforta en Espagne la victoire terrestre franco-espagnole du duc de Berwick à Almansa.
Le 19 septembre 1708, il attaque Velas aux Açores avec une escadre de 11 navires. La ville résiste deux jours, mais est finalement prise et pillée pendant 5 jours. En mars 1709, commandant L'Achille et une division, il attaque avec succès un convoi anglais fortement escorté. Il est anobli la même année. Il a alors à son actif la prise de 16 bâtiments de guerre et de plus de 300 marchands.

#### La grande expédition de Rio (1711)

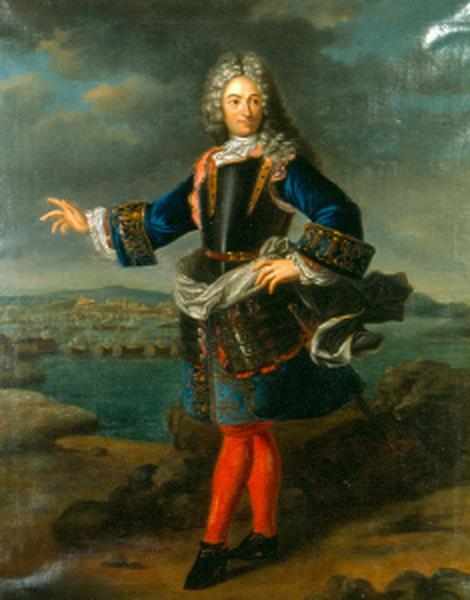
Portrait de Duguay-Trouin en uniforme militaire devant Rio de Janeiro.

##### Le précédent de Duclerc et son échec

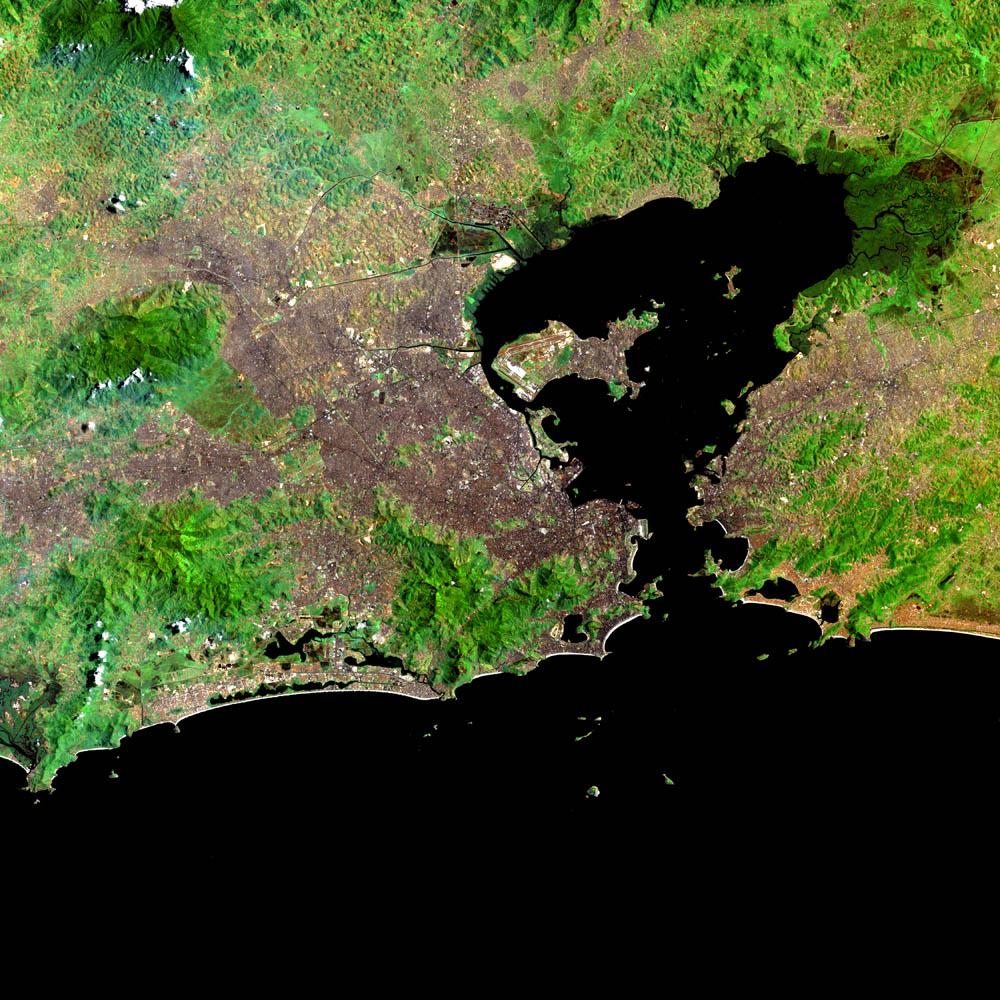
Vue satellite de la baie de Rio. L'image nous donne un bon aperçu de l'immensité de la baie et de l'étroit goulet pour y pénétrer.

De toutes les expéditions de Duguay-Trouin, la plus célèbre est la prise de Rio de Janeiro en 1711. Le projet mûrissait depuis 1706 : intercepter la flotte annuelle de l’or qui apporte du Brésil à Lisbonne les métaux précieux. En 1710, le capitaine Duclerc était allé attaquer le Brésil avec 5 vaisseaux et un millier de soldats, mais l’expédition avait été un échec : fait prisonnier avec plus de 600 hommes il avait été assassiné dans des circonstances obscures. L'opération fut donc décidée pour venger cet échec. On était alors en pleine Guerre de Succession d'Espagne, et le Brésil une colonie portugaise alliée de l'Angleterre contre la France. Louis XIV mit à la disposition du Malouin une solide petite escadre de 15 navires et deux mille soldats (en plus des équipages des navires, soit à peu près 6 000 hommes). Le trésor royal étant à sec, il fallut avoir recours à un financement privé. 700 000 livres furent apportées par de nombreux armateurs dont le comte de Toulouse, fils bâtard du roi. Au comte de Toulouse se joignent rapidement des négociants de Saint-Malo : Danycan ou Lalande-Magon. C'était donc pour moitié une opération de guerre (attaquer une colonie portugaise) et corsaire (faire du butin sur l'ennemi pour rembourser avec bénéfice les armateurs privés). Le traité, signé entre Duguay-Trouin, le ministre de la marine Pontchartrain et Louis XIV (19 mars 1711) précisait d'ailleurs que le roi devait obtenir un cinquième du produit net des prises ; privilège auquel le roi renonça peu après par égard pour son brillant capitaine. In fine, Louis XIV n’impose qu’un commissaire de son choix pour surveiller l’expédition.

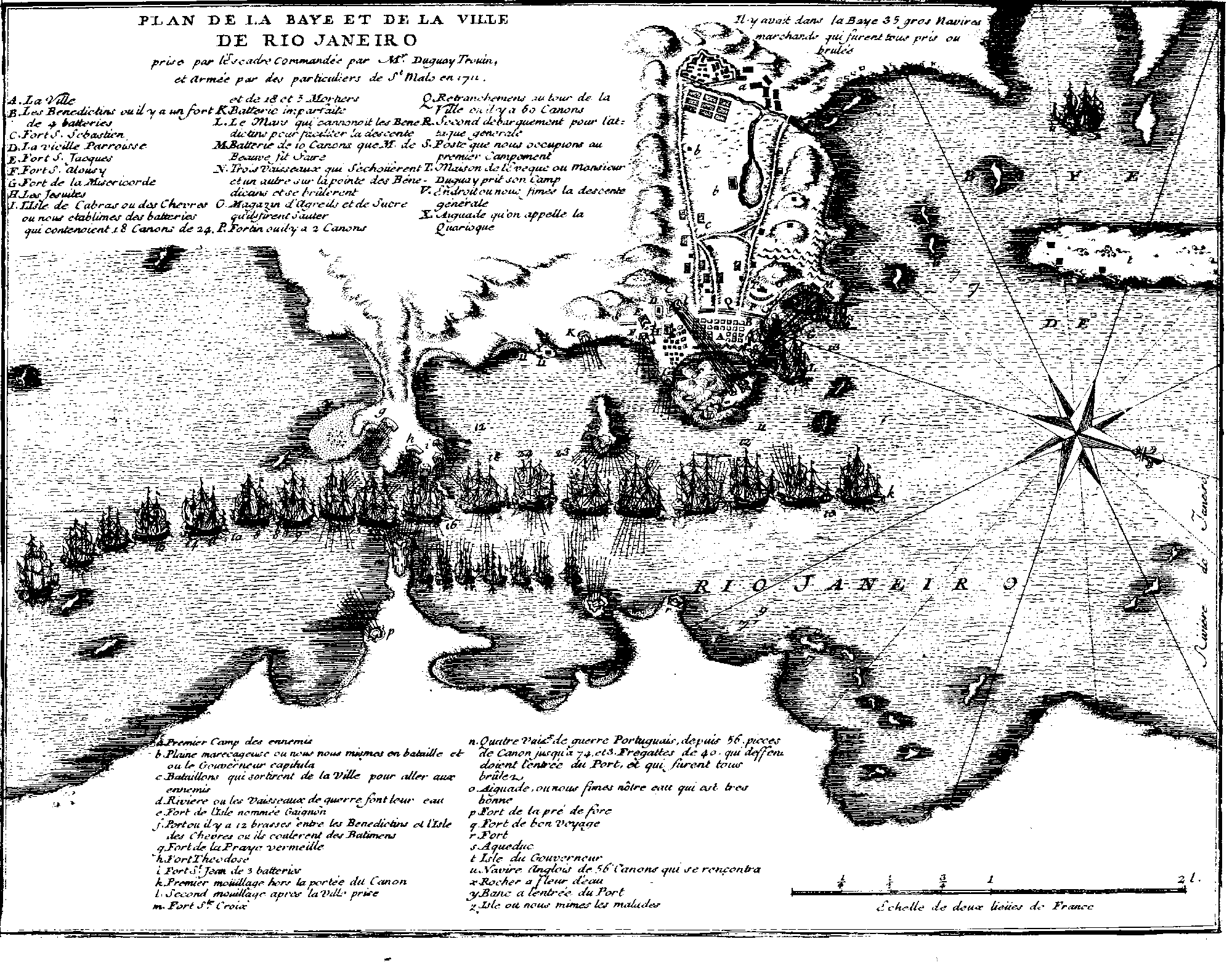
Entrée de l'escadre française dans la baie de Rio de Janeiro le 12 septembre 1711. Duguay-Trouin force la passe sous le feu des canons portugais et réussit à débarquer au fond de la baie avant d'assiéger la ville. Carte publiée en 1740 dans les Mémoires de Duguay-Trouin.

##### Une préparation minutieuse
Il fallait  préparer cette grosse expédition avec soin, à moins de vouloir terminer comme le capitaine Duclerc l’année précédente. Mais Duguay-Trouin était un organisateur et un meneur d’hommes hors pair. « Aussitôt que cette résolution eut été prise, nous nous rendîmes à Brest, mon frère et moi. (...) Je donnais toute mon attention à faire préparer de bonne heure, avec tout le secret possible, les vivres, les munitions, tentes, outils, enfin tout l’attirail nécessaire pour camper, et pour former un siège. J’eus soin aussi de m’assurer d’un bon nombre d’officiers choisis, pour mettre à la tête des troupes, et pour bien armer tous ces vaisseaux. Les soins que nous prîmes pour accélérer toutes choses, furent si vifs et si bien ménagés, que malgré la disette où étaient les magasins du Roi, tous les vaisseaux de Brest et de Dunkerque se trouvèrent prêts à mettre à la voile dans deux mois, à compter du jour de mon arrivée à Brest ». Bien que le gros de l'expédition s'armait à Brest, une partie des navires étaient préparés à Rochefort, La Rochelle, Dunkerque pour tromper la vigilance des espions, nombreux des deux côtés de la Manche. Les capitaines choisis par Duguay-Trouin reçoivent l'ordre de « s'armer à la course » pour les Caraïbes ou la mer du Nord. Finalement, l'expédition devenait aussi une quasi opération amphibie puisqu’on prévoyait d'attaquer, débarquer, assiéger et qu'il allait falloir coordonner l’action et le feu des navires et des troupes à terre... Et cela presque au bout du monde, sans plus aucun lien ni secours possible avec la métropole, dans des eaux que les Français n’avaient guère l’habitude de fréquenter.

##### Une expédition menée tambour battant

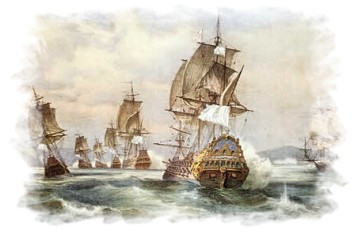
L'escadre de Duguay-Trouin, vue par un illustrateur du XIXe siècle.

Parti en juin, le convoi glissa entre les doigts d'une escadre anglaise venue musarder devant Brest, et se présenta devant Rio le 12 septembre où l’attaque commença aussitôt : « Il était évident que le succès de cette expédition dépendait de la promptitude, et qu’il ne fallait pas donner aux ennemis le temps de se reconnaître ». La baie de Rio, fermée par un étroit goulet et de puissantes fortifications, paraissait inexpugnable. La passe fut cependant forcée et Duguay-Trouin débarqua ses troupes dans l'immense baie, soutenues par le feu de ses navires. Les forts furent enlevés les uns après les autres en onze jours, après de multiples péripéties, plusieurs tentatives de « sortie » de la garnison et l'arrivée d'une troupe de secours.

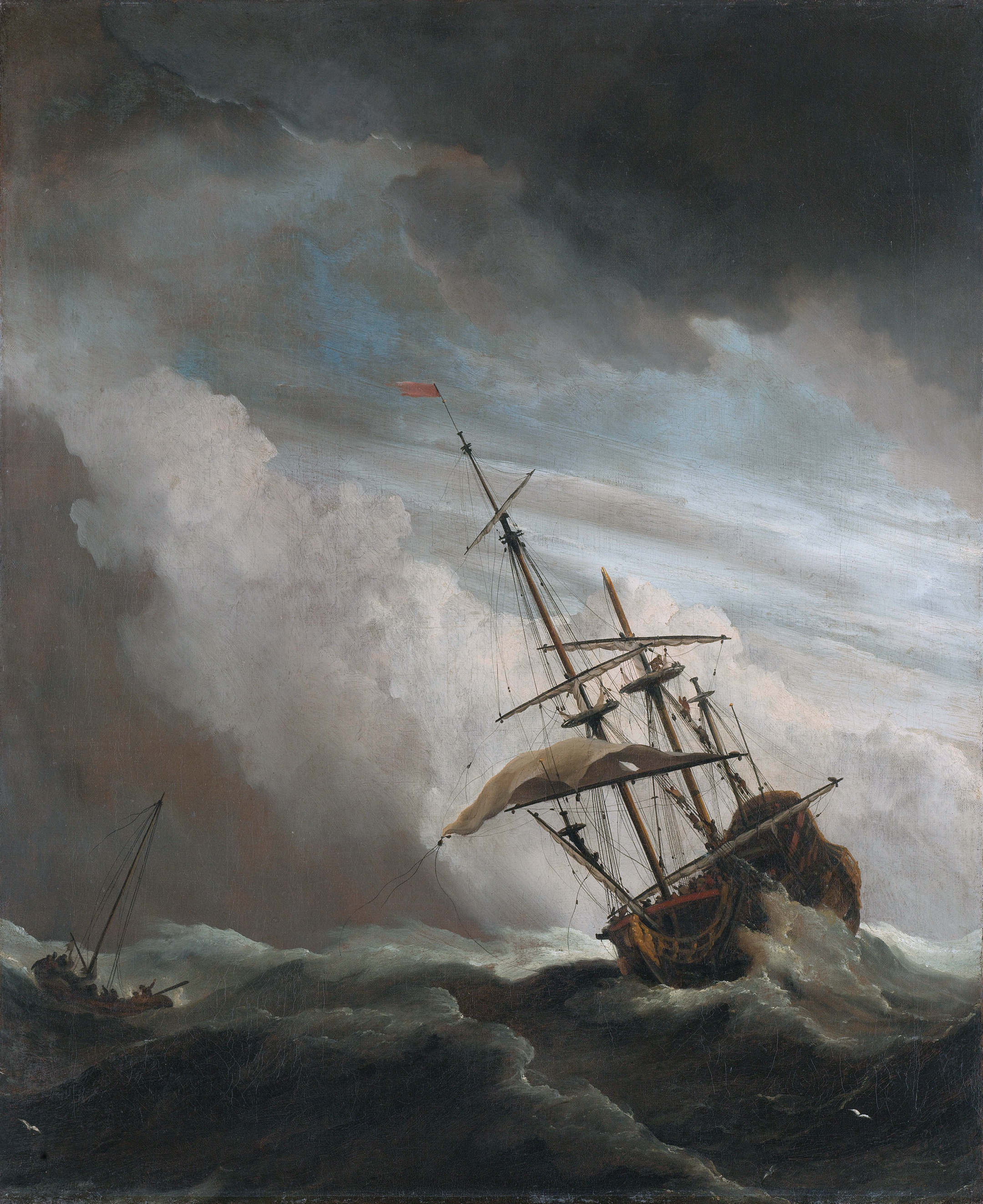
Un vaisseau dans la tempête, tel qu'a pu le vivre l'expédition de Duguay-Trouin au retour de Rio. Deux navires sombrent avec leurs équipages et une partie de la rançon. La rafale (1707), Van de Velde le Jeune (1633-1707).

Les Portugais incendient en se retirant les vaisseaux et les entrepôts qu’ils ne pouvaient défendre. Quant aux douze mille hommes de la garnison, ils se débandent au moment où les Français étaient sur le point de donner l'assaut final. Le gouverneur fut contraint à la négociation pour éviter la destruction et le pillage complet de la ville. Les habitants durent racheter leur bien à prix d'or et une rançon considérable en argent et marchandises tropicales fut versée à Duguay-Trouin alors que les cinq cents prisonniers français encore vivants de l'expédition Duclerc étaient libérés. Finalement, 60 navires marchands, trois vaisseaux de guerre, deux frégates et une immense quantité de marchandises étaient pris ou brûlés. La ville souffrait un dommage de plus de 25 millions de livres.

##### «92% de profit» et les félicitations du roi

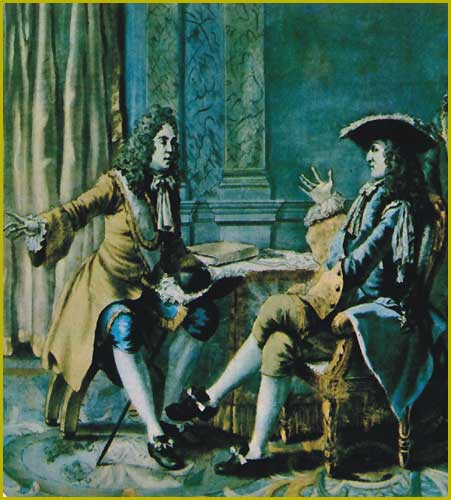
René Duguay-Trouin racontant ses exploits à Louis XIV, au retour de l'expédition de Rio. (Obra de Chasselai, date inconnue, Musée de Rio)

Cette expédition corsaire n'entraîne pas la conquête permanente des territoires rançonnés : l'escadre se retire donc (13 novembre) pour prendre le chemin du retour. Retour très difficile car la flotte fut dispersée par une violente tempête après avoir franchi l'équateur. À l'arrivée à Brest (6 février 1712) trois navires avaient sombré, dont Le Magnanime qui ramenait une large partie du butin (avec « six cent mille livres en or et en argent »). Néanmoins le bénéfice financier de l'opération restait considérable : il rapportait à Brest plus de 1,3 tonne d’or, sans compter les 1 600 000 livres de la cargaison de deux navires revenus bien plus tard après un immense détour par la « mer du sud ». D’après Duguay-Trouin : « quatre-vingt-douze pour cent de profit à ceux qui s'y étaient intéressés. » Pontchartrain félicite Duguay-Trouin : « Je me réjouis pour vous et pour la marine à qui cette entreprise fit beaucoup d’honneur ». Le bénéfice politique était pour le roi, auquel la nouvelle du succès de l’expédition fit « un sensible plaisir ».
Le retentissement de l'expédition fut considérable en Europe, tout particulièrement chez les nations maritimes en guerre contre la France. Les Anglais en premier lieu (et qui venaient de plus d'essuyer un désastre complet dans une tentative de débarquement sur Québec), sans parler des Portugais dont la plus belle ville coloniale avait été mise à sac malgré l'alliance anglaise. Même si les historiens en discutent encore, cette réussite a sans doute poussé les Anglais à signer la suspension d’armes du 17 juillet 1712. Duguay-Trouin fut acclamé en héros : cette expédition victorieuse faisait beaucoup pour le moral français très malmené jusque-là par les épreuves de la guerre de Succession d'Espagne (elle s'acheva en 1713). Louis XIV félicite en personne son marin couvert de gloire : « Le roi, se plut à me témoigner une grande satisfaction de ma conduite et beaucoup de disposition à m’en procurer la récompense ; il eut la bonté de me gratifier d’une pension de deux mille livres (…) en attendant ma promotion de chef d’escadre. »

### La fin d'une carrière: lesMémoireset les dernières expéditions (1713-1736)

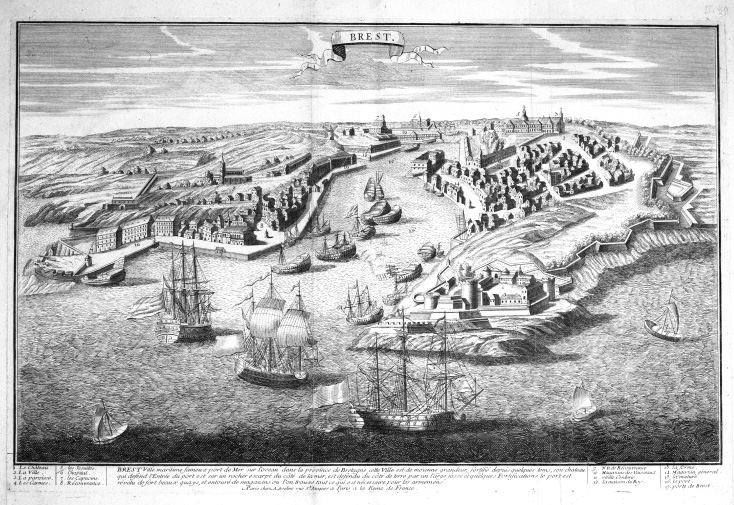
Vue cavalière (fin XVIIe siècle-début XVIIIe siècle) du port de Brest. Auteur anonyme.

En août 1715, Duguay-Trouin reçoit sa promotion de chef d'escadre. Duguay-Trouin qui se trouve à Versailles à la mort de Louis XIV semble en avoir éprouvé sincèrement beaucoup de tristesse : « La douleur que j’en ressentis ne peut s’exprimer : la bonté et la confiance dont il avait daigné m’honorer m’auraient fait sacrifier mille fois ma vie pour conserver ses jours. »
La longue paix qui suit la mort de Louis XIV l’oblige désormais à rester presque totalement à terre. Duguay-Trouin se met à solliciter les ministères pour obtenir des moyens afin de soutenir l’expansion coloniale de la France. Le Régent le nomme au conseil d’administration de la Compagnie des Indes en 1723. En 1728, il est nommé lieutenant général des armées navales et commandeur de l'ordre royal et militaire de Saint-Louis. En 1731, après l'échec stratégique du bombardement de Tripoli (1728) par la Marine française, il reçoit le commandement d’une escadre chargée de contacter Tripoli, non pour châtier les pirates barbaresques qui s’en prenaient aux navires de commerce français, mais pour négocier avec Ahmad Ier Karamanli la reprise des accords commerciaux. Il obtient la libération de nombreux captifs chrétiens, le Bey de Tunis et le Dey d’Alger devant faire de même, sous la menace des canons de la marine royale.
En 1733 éclate la guerre de Succession de Pologne. Elle met aux prises la France face à l’Autriche et la Russie au sujet de la succession de la couronne de Pologne, qui est élective. Stanislas Leszczynski, le candidat soutenu par la France se réfugiant dans le port de Dantzig menacé par les Russes et attendant de l’aide, on lui envoya une escadre de secours dans la mer Baltique. Cette première expédition ayant été un échec, Duguay-Trouin reçoit donc l'année suivante l'ordre de préparer une nouvelle escadre à Brest pour la même destination. Mais alors que ses préparatifs vont bon train, l'ordre est annulé, la campagne abandonnée.
Duguay-Trouin, fatigué et malade, se retire définitivement du service. Il décède le 27 septembre 1736 à Paris et il est inhumé à l’église Saint-Roch. En 1973, ses restes sont retrouvés à la demande de Pierre-Émile Buron, archéologue de Saint-Malo qui désirait rendre à la ville la dépouille du célèbre marin à l’occasion du tricentenaire de sa naissance. Il confie les fouilles qui ont lieu à l'église Saint-Roch à Mgr Michel Petit. Une fois le squelette identifié, Mgr Petit l'a escorté avec l'aide de la marine française jusqu'à Saint-Malo. René Duguay-Trouin repose désormais dans la cathédrale Saint-Vincent.

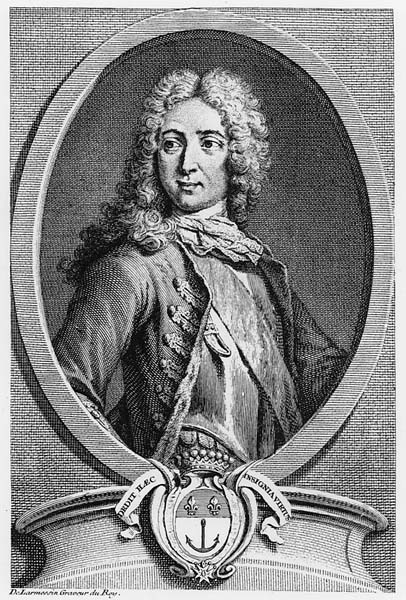
Portrait de Duguay-Trouin.

Cette dernière période de la vie de Duguay-Trouin est surtout intéressante par la publication de ses Mémoires, écrits probablement vers 1720-1721. Poussé par ses amis et sans doute son frère, il se laissa convaincre d’écrire le récit de ses exploits, à condition qu’ils ne soient pas publiés. Modestie naturelle du corsaire ou peur de blesser quelques-uns de ses anciens compagnons en donnant l'impression de tirer la couverture à soi ? Sans doute un peu de tout cela, Duguay-Trouin était (nous l’avons déjà évoqué) aussi accommodant et doux dans la vie qu’il était ardent au combat. Ses Mémoires, écrits sur le ton de la simplicité font peu de cas de tourner les événements à son avantage. Il n’hésite pas à faire part régulièrement de ses doutes et de ses faiblesses avec une étonnante sincérité, ce qui est rare dans les Mémoires de cette époque, souvent marquées par des formules alambiquées et hyperboliques. Ses Mémoires, qui fourmillent d’anecdotes, offrent aussi (comme nous l'avons aperçu plus haut) un précieux témoignage sur la marine de la fin XVIIe-début XVIIIe siècle, tant sur la navigation, que la vie à bord et le combat naval. Initialement destinés à son entourage propre, ses Mémoires sont publiés à sa grande surprise en 1730 à Amsterdam sous le titre de Mémoires de M. Du Gué-Trouin par un certain de M. de Villepontoux… D’où pouvait venir une telle fuite? D’un membre du gouvernement, car le duc Philippe d’Orléans, alors régent du royaume pendant la minorité du petit Louis XV à qui on avait dit que le marin avait écrit ses Mémoires, les lui avait demandés pour pouvoir les lire.

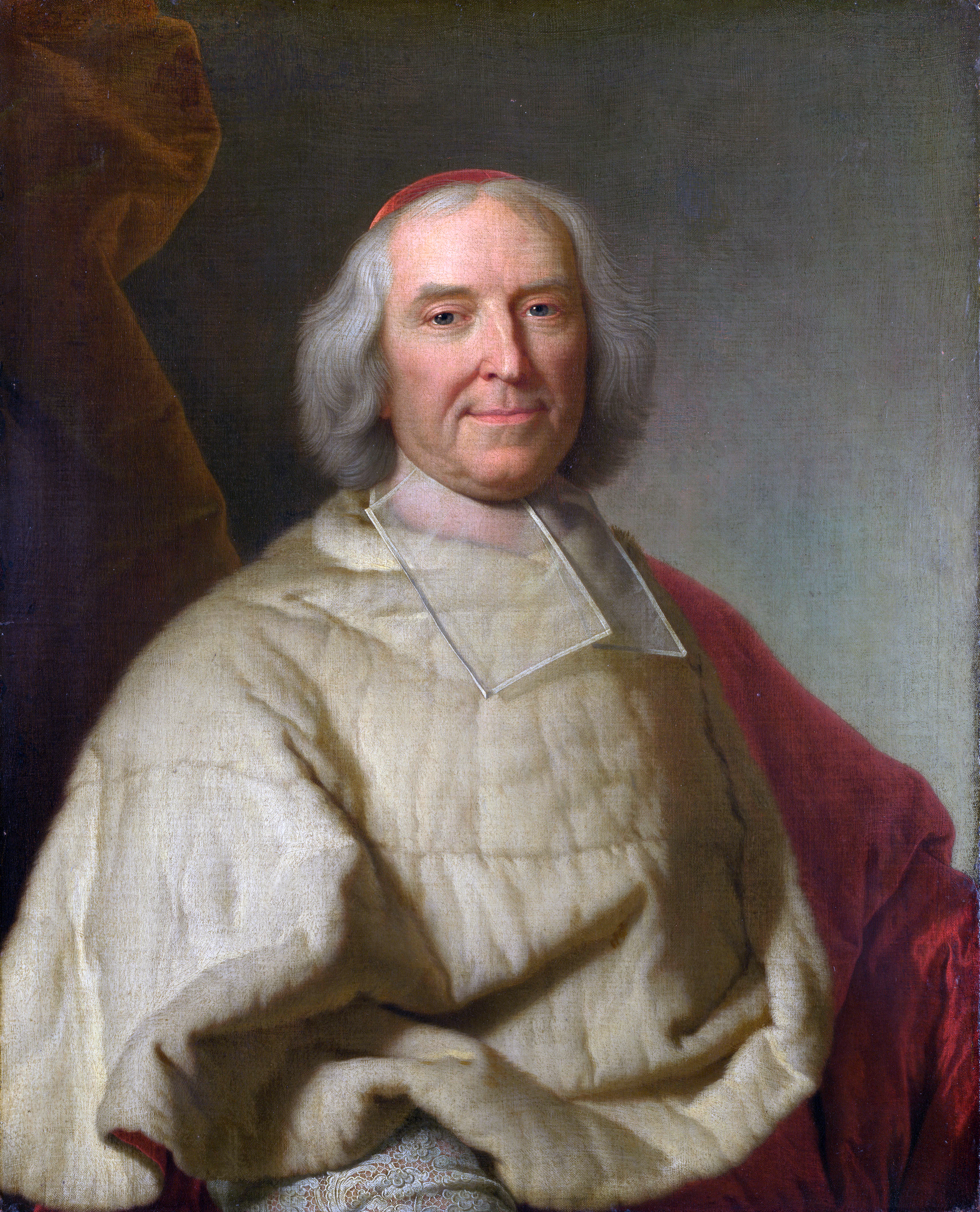
Le cardinal de Fleury, principal ministre du jeune Louis XV, pousse Duguay-Trouin à publier ses Mémoires, mais en expurgeant les passages sur la jeunesse du corsaire.

Le Régent en avait parlé en termes élogieux à son principal ministre, le cardinal Dubois, lequel avait prié le corsaire de lui confier le manuscrit pour le lire à son tour. Duguay-Trouin avait accepté à la condition absolue que son manuscrit ne quitte pas le cabinet du Cardinal dont lui seul gardait la clé. À la mort du cardinal Dubois le 10 août 1723, les mémoires restèrent chez lui alors que Duguay-Trouin demandait avec insistance qu’elles lui soient restituées, ce qui ne fut fait que plus d’un mois après. Délai pendant lequel un inconnu se chargea d’en faire une copie à la hâte. Cette première édition clandestine était très imparfaite, des phrases manquaient et d’autres avaient été remplacées par l’éditeur. L’orthographe du nom du marin n’était pas respectée (dénommé « Du Gué-Trouin » en lieu et place « Duguay-Trouin » d’usage), et plus grave pour l’honneur du marin, le titre illustre du Grand Croix de l’ordre de Saint-Louis qui lui était attribué était usurpé car il n’était de fait que commandeur de cet ordre depuis 1728. Lorsque Duguay-Trouin finit par rentrer en possession de son manuscrit on le pressa aussi de répondre à Forbin qui venait lui aussi de publier ses Mémoires et dont le passage sur leur expédition commune de 1707  était déformé dans un sens favorable à Forbin (voir plus haut). Le cardinal de Fleury, principal ministre du jeune Louis XV (depuis 1726) — et toujours homme de religion — conseillait aussi à Duguay-Trouin de supprimer tous les passages sur la jeunesse dissipée du corsaire, ce que celui-ci s’engagea à faire. Les Mémoires furent donc réimprimés par les soins de Gaudard de Beauchamp, ami de Duguay-Trouin et de La Garde-Jazier, neveu de ce dernier à Paris et Amsterdam en 1740, quatre ans après la mort de Duguay-Trouin.
René Duguay-Trouin conclu lui-même sa vie de sa plume : « Ceux qui liront ces Mémoires et qui réfléchiront sur la multitude de combats, d'abordages et de dangers de toute espèce que j'ai essuyés, me regarderont peut-être comme un homme en qui la nature souffre moins à l'approche du danger que la plupart des autres. Je conviens que mon inclination est portée à la guerre, que le bruit des fifres, des tambours, celui du canon, du fusil, enfin tout ce qui en retrace l'image m'inspire une joie martiale ; mais je suis obligé d'avouer en même temps que, dans beaucoup d'occasions, la vue d'un danger pressant m'a causé souvent des révolutions étranges, quelquefois même des tremblements involontaires dans toutes les parties du corps. Cependant, le dépit et l'honneur, surmontant ces indignes mouvements, m'ont bientôt fait recouvrer une nouvelle force dans ma plus grande faiblesse ; c'est alors que voulant me punir moi-même de m'être laissé surprendre à une frayeur si honteuse, j'ai bravé avec plus de mérites les plus grands dangers. C'est après ce combat de l'honneur et de la nature, que mes actions les plus vives ont été poussées au-delà de mes espérances… Mon style fera connaître que ces Mémoires sont écrits de la main d'un soldat. »

### Jugement par ses contemporains et biographes

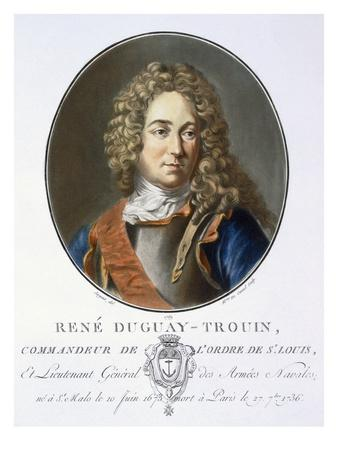
D'après Sergent-Marceau
Gravure Émira Marceau

Physiquement, l’homme est grand et fort : « Il était d’une taille avantageuse et bien proportionnée, et il avait pour tous les exercices du corps un goût et une adresse qui l’avaient servi dans plusieurs occasions » nous dit Godart de Beauchamps, un de ses biographes. Un autre biographe qui a particulièrement connu Duguay-Trouin en parle en termes tout aussi flatteurs : « Il avait une de ces physionomies qui annonce ce que sont les hommes, et la sienne n’avait rien que de grand à annoncer. Son esprit était vif et juste ; personne ne sentait mieux que lui tout ce qui était nécessaire pour faire réussir une entreprise, (…) aucune des circonstances ne lui échappait. Lorsqu’il projetait, il semblait qu’il ne comptait pour rien sa valeur, et qu’il ne dut réussir qu’à force de prudence ; lorsqu’il exécutait, il paraissait pousser la confiance jusqu’à la témérité. (…) Jamais homme n’a porté les sentiments d’honneur à un plus haut point, et jamais homme n’a été d’un commerce (compagnie) plus doux. Jamais ni ses actions ni leurs succès n’ont changé ses mœurs. Dans sa plus grande élévation, il vivait avec ses amis comme par le passé. »
Duguay-Trouin apparaît aussi comme très généreux envers ses équipages. Ainsi en 1707 après un combat victorieux le roi décide qu’une pension de 1 000 livres lui soit accordée sur le Trésor royal. Duguay-Trouin écrit aussitôt au ministre pour le prier de donner cette pension à son capitaine en second qui a eu une jambe arrachée à l’abordage et qui a plus besoin que lui de cette pension : « Je suis trop récompensé, dit-il en terminant, si j’obtiens l’avancement de mes officiers. ». La paix revenue, il défend à Versailles la réputation et la mémoire de Jacques Cassard, un célèbre capitaine qui après de hauts faits d’armes avait fini ruiné et oublié. Dans ses Mémoires Duguay-Trouin rend aussi hommage régulièrement à ses meilleurs capitaines et matelots qu’il cite un par un avant, pendant ou après le récit du combat...
Louis XIV semble lui avoir témoigné un intérêt sincère, voire une sympathie personnelle dans leurs entretiens particuliers. On raconte même que le Roi aimait à entendre de la bouche de l’intrépide capitaine le récit haut en verve de ses actions.
« Chef d'une audace et d'une énergie exceptionnelle, il est dommage que l'occasion ne lui ait jamais été donnée de commander de grandes escadres » conclut de son côté Étienne Taillemite.

### Honneurs et postérité
La mémoire des exploits de Duguay-Trouin est entretenue avec soin par sa ville natale et par la Marine nationale qui donne régulièrement le nom du grand marin à l'une de ses unités de combat. C'est actuellement le cas avec le second sous-marin nucléaire d'attaque de la classe Suffren en service depuis 2024. Par ailleurs, la commission de toponymie des îles Kerguelen attribue en 1966 son nom à l'anse Duguay-Trouin, située dans la baie d'Audierne aux Kerguelen.
Des statues lui ont été consacrées : celle d'Antoine Léonard Dupasquier, (de 4 mètres de haut, en marbre) que la Restauration plaça sur le pont de la Concorde à Paris, et que la monarchie de Juillet installa cour d'honneur de Versailles) ; et celle de Dominique Molknecht (2,20 m, marbre, 1827) au musée de Saint-Malo. Il est évoqué par Bernard Simiot dans son roman Ces messieurs de Saint-Malo.
La poste française a émis le 12 juin 1973 un timbre pour le tricentenaire de la naissance de Duguay-Trouin, timbre-poste dessiné et gravé en taille-douce par Jacques Gauthier.

## Inhumation
René Duguay-Trouin est d'abord inhumé à l'église Saint-Roch de Paris. Retrouvés, les ossements sont rapatriés de Paris jusqu'à Saint-Malo en 1973, à l'occasion du tricentenaire de sa naissance, et ré-inhumés à la cathédrale Saint-Vincent. Avec l'aide précieuse de Michel Petit, conservateur en chef du patrimoine d'Ile-de-France.

### Sources et bibliographie
: document utilisé comme source pour la rédaction de cet article.
- René Duguay-Trouin, Mémoires de Duguay-Trouin : 1689-1715, Paris, Foucault, 1820, in-4 (lire en ligne).
- René Duguay-Trouin, Vie de monsieur Du Guay-Trouin, avec une introduction de Henri Malo, Paris : Éd. Bossard, 1922 (lire en ligne)
- Martine Acerra et André Zysberg, L'essor des marines de guerre européennes : vers 1680-1790, Paris, SEDES, coll. « Regards sur l'histoire » (no 119), 1997, 298 p. [détail de l’édition] (ISBN 2-7181-9515-0, BNF 36697883)
- Jean Auzanet, Le corsaire Duguay-Trouin, Paris, Les Éditions de France, 1936, 224 p.
- Adolphe Badin, Jean Bart, Duguay-Trouin, Hachette, 1867 (lire en ligne), p. 252 et suiv.
- Lucien Bély, Y.M. Bercé, Jean Meyer et R. Quatrefages, Guerre et Paix dans l'Europe du XVIIe siècle, Paris, SEDES, 1997, p. 91-92 et 105.
- Alain Berbouche, « Duguay Trouin : du corsaire aux navires militaires », Le Pays Malouin, no d'édition,‎ 2 septembre 1999, p. 39
- Léon Guérin, Histoire maritime de France, 1851.
- Gabriel de La Landelle, Histoire de Duguay-Trouin, Paris, Sagnier et Bray, 1844 (lire en ligne)
- Jean Meyer et Martine Acerra, L'Empire des Mers, des galions aux clippers, Paris, Nathan, 1990, 282 p. (ISBN 2-09-290557-0, OCLC 25105847)
- Jean Meyer et Martine Acerra, Histoire de la marine française : des origines à nos jours, Rennes, éditions Ouest-France, 1994, 427 p. (ISBN 2-7373-1129-2)
- Jean-Yves Nerzic, Duguay-Trouin - armateur malouin, corsaire brestois, préface de Michel Vergé-Franceschi, Milon La Chapelle, Ed. H&D, 2012, 576 p.,  (ISBN 978-2-9142-6624-6)
- Adrien Richer, Vie de René Duguay-Trouin, Belin, 1784 (lire en ligne). , et son éloge par Antoine-Léonard Thomas, 1761
- Nicolas Siméon (préf. Georges Pernoud), Corsaire du Roi : René Duguay-Trouin 1673-1736, Édition de Conti, 2007, 96 p. (ISBN 978-2-35103-006-6, OCLC 159954480)
- Nicolas Siméon, Louis XIV et la mer, Édition de Conti, coll. « Grande Bibliothèque Thalassa », 23 mai 2007, 128 p. (ISBN 978-2-35103-008-0 et 2-35103-008-7)
- Étienne Taillemite, Dictionnaire des marins français, Paris, éditions Tallandier, 2002, 573 p. (ISBN 2-84734-008-4)
- Étienne Taillemite, L'histoire ignorée de la marine française, Paris, Perrin, coll. « Pour l'histoire », 2003 (1re éd. 1982), 460 p. (ISBN 978-2-262-02050-7)
- François Thomazeau, « Sac de Rio, pour la France… et pour le butin ! », Guerres & Histoire, no 3,‎ septembre 2011, p. 69-71
- Michel Vergé-Franceschi, « Duguay-Trouin (1673-1736). Un corsaire, un officier général, un mythe », Revue historique, no 598,‎ 1996, p. 333-353
- Patrick Villiers, Jean-Pierre Duteil et Robert Muchembled (dir.), L’Europe, la mer et les colonies, XVIIe – XVIIIe siècle, Paris, Hachette supérieur, coll. « Carré Histoire » (no 37), 1997, 255 p. (ISBN 2-01-145196-5)
- Patrick Villiers, Les Saint-Philippe et les vaisseaux de 1er rang de Louis XIII à Louis XIV, XVIIe – XVIIIe siècle, Nice, Ancre, 2019, 196 p. (ISBN 979-10-96873-44-9)
- Gilbert Buti, Philippe Hrodej (dir.), Dictionnaire des corsaires et pirates, CNRS éditions, 2013
- Pierre Gilles Cézembre, « René Duguay-Trouin : L'amiral corsaire », La grande histoire des armées, no 18 « Les grands amiraux combats navals légendaires »,‎ juillet 2023, p. 60-61
- [vidéo] « René Duguay-Trouin, le grand corsaire français », Frank Ferrand (animateur), dans Au cœur de l'histoire sur Europe 1, 9 mars 2016, 41:30 min.

### Iconographie
- Étienne Blandin, carte postale portrait de Duguay-Trouin, série des corsaires.